# 黍団子
黍団子（きびだんご）は、黍（きび）の粉で作った団子。遅くとも15世紀末には用例がある。

## 歴史

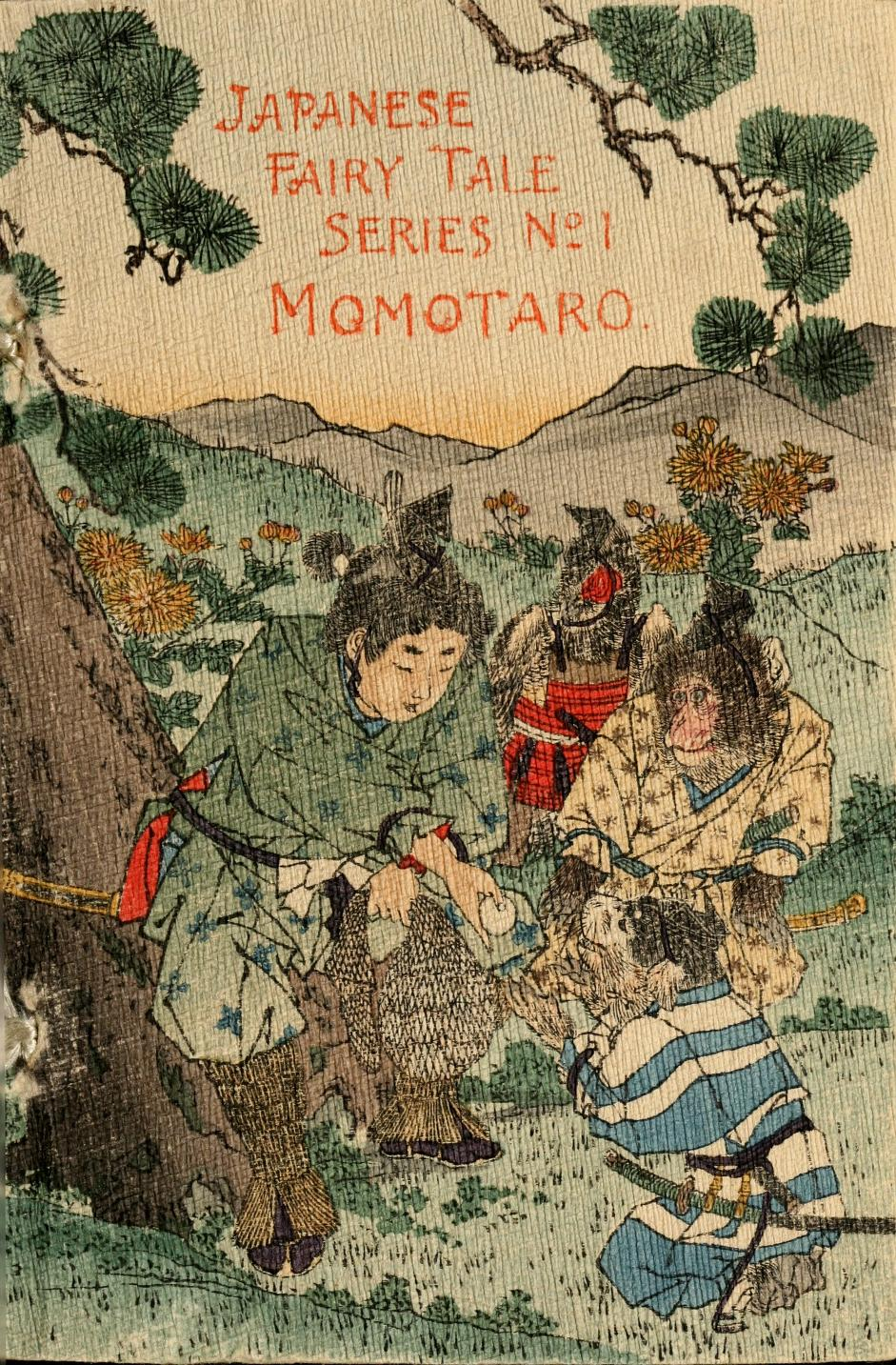
犬に「きびだんご」を与える桃太郎。 David Tomson 英訳 Momotaro (1886年)

早期の用例としては、『山科家礼記』には 1488年（長享2年）3月19日に「黍團子」の記述がある。『日葡辞書』にもキビダンゴは「黍の団子」と定義される。
もっとも、上は「黍団子」という呼び名での記述の話であり、昔、麦粉や黍などの雑穀の粉を蒸してついた食物は「餅（べい）」と称していたという考察が、江戸期の暁鐘成の随筆にある。またこれによれば今の餅は、本来「餐」と呼ばれていたという。

### 吉備津神社
吉備国、特に吉備津神社と「黍団子」という食べ物のとあいだには、少なくとも17世紀初頭までにはなにかしらのゆかりができていた。これは俳人志田義秀「日本の伝説と童話」(1941年)に紹介される一首一句から判明する。
まず細川幽斎（1610年没）が「備中吉備津宮にて詠める」と詞書で前置きした狂歌「神はきねがならはしなれば先づ搗きて団子にしたき吉備津宮かな」がある。『古今夷曲集』（寛文6年(1666年)刊）に撰されている。この歌での「きね」は「巫女」と「杵」をかけており、黍粉に砕くためか黍餅を練るためかは不詳だが、ともかく「きびだんご」の製法は、杵で搗かれる手順があることが言及される。おそらく参詣者には「きびだんご」がふるまわれたことがあったのだろうが、「当時すでに吉備津神社で売られていた」とまで言い切る書籍もある。
年代は下るが、似た内容の俳句に備中国の信充が吉備で詠んだ「餅雪や日本一の吉備だんご」があり、こちらは『崑山集』（慶安4年(1651年)成立）に所収される。志田は、「日本一の吉備だんご」の一句が大昔から桃太郎にはつきものと信じきっているゆえ、この俳句が桃太郎を指すことは「動かしがたい」と納得しているが、それは誤認であり、実際には「日本一」どころか「きびだんご」すらも、俳句より数十年経た系統本でないと桃太郎の話にあらわれないという考証を小池（後述）が行っている。

### 桃太郎
桃太郎のおとぎ話では犬・キジ・猿に「きびだんご」を与えてお供を得ることが知られている。また、元禄の頃までは「きびだんご」ではなく「とう団子」等だったという考察がある。本来、団子や餅になるのが「もち黍」で、菓子の原料にされるのが「うるち黍」である。
草双紙の研究家である小池藤五郎が諸本を比べて結論したところでは、初期の頃の桃太郎物語には「きびだんご」は登場しなかった。元禄頃（1688年から1704年）の桃太郎は「とう団子（十団子）」であり、その他、「黍団子」以前の古い話には「大仏餅」・「いくよ餅」が出てくるという。また、黍団子に「日本一」がつくのは元文頃（1736年）だという。島津久基なども、「日本一の黍団子」の成句が当然、室町時代より桃太郎伝説で成立していたとみていたが、小池はそれに反駁したのである。

### 補注
1. ↑  ポルトガル語原典の見出しは"qibidango"[4]。『日葡辞書』のフランス訳には"Kibidango キビダンゴ boulettes de millet"とある[5]。
2. ↑  吉備津神社で祭られている大吉備津彦命（おおきびつひこのみこと）が桃太郎だったという説もある。